# Bernard Gui
Bernard Gui, łac. Bernardus Guidonis (ur. w 1261 w Royères, zm. 30 grudnia 1331 w zamku Lauroux) – dominikanin, historyk Kościoła, inkwizytor i biskup, autor podręcznika inkwizycji Practica Inquisitionis Haereticae Pravitatis.

## Życiorys
Bernard Gui złożył śluby zakonne 16 września 1280 roku w klasztorze w Limoges. Kształcił się w dziedzinie teologii w znanym klasztorze w Montpellier oraz filozofii w Bordeaux. Działał w różnych klasztorach Francji, m.in. Carcassonne.
Został mianowany 16 stycznia 1307 inkwizytorem hrabstwa Tuluzy, wyznaczonym przez papieża Klemensa V. Tę funkcję sprawował do 1323 roku. Zdając sobie sprawę, że dochodzi do ponownego odradzania się kataryzmu, 10 sierpnia 1310 wydał nakaz aresztowania głównych działaczy ruchu katarskiego w Langwedocji: Pierre’a Autiera, Pierre’a Sanche i Sanciusa Mercadiera. W sumie w czasie swojej działalności jako inkwizytora (w latach 1308–1323) wydał 930 wyroków, z czego od marca 1308 do kwietnia 1312 – 459. Z tej liczby ogółem wydał 41 wyroków śmierci (z czego 29 razy między marcem 1308 a wrześniem 1313). 31 wyroków śmierci dotyczyło recydywistów.
W tymże okresie (1308–1313) nakazał również dokonanie 49 (z ogólnej liczby 69) ekshumacji połączonych z paleniem zwłok zmarłych oskarżonych o kataryzm. Wydał również 22 nakazy spalenia domostw, w których podejmowano gościną katarów lub były miejscem odprawienia Consolamentum. Innymi karami stosowanymi przez niego były m.in. więzienie (zastosowane w stosunku do 308 osób), zaliczenie aresztu na poczet kary (139 osób), ekskomunika nałożona na zbiegłych (40 osób). Udział kobiet w ogólnej ilości przesłuchanych przez Bernarda Gui wynosił ok. 40%, a wśród osób, które skazał ok. 46%.
Uchodził za bezlitosnego; w napisanym przez niego Podręczniku inkwizytora pochwala stosowanie tortur nie tylko wobec oskarżonych, ale także wobec świadków.
W swoim dziele zwraca on jednakże uwagę na fakt, że zeznania przesłuchiwanych były częściowo dopasowywane do założeń, jakie przyjmowali śledczy w toku dochodzenia. Z jednej strony chciał bowiem zlikwidować bonhommes, z drugiej natomiast zastraszyć sprzyjających im mieszkańców Langwedocji. Jego działania doprowadziły do zahamowania odrodzenia katarskiego w XIV wieku (rozbicie grupy Autierów w 1312). 14 stycznia 1322 był jednym z rozgrzeszających Arnolda Sicre, ex-katara, dzięki któremu doszło do pojmania ostatniego bonhomme w południowej Francji – Guillaume’a Bélibaste.
W latach 1316–1318, pomimo że nominalnie pełnił wciąż funkcję inkwizytora, był prokuratorem generalnym zakonu dominikanów w kurii papieskiej, co w praktyce skutkowało brakiem działalności inkwizytorskiej w tych latach.
Od 1323 roku był biskupem diecezji Tui, rok później został biskupem diecezji Lodève. Funkcję tę sprawował aż do śmierci, 30 grudnia 1331 r. Był również teologiem; zainicjował m.in. proces kanonizacyjny Tomasza z Akwinu, który zakończył się jeszcze za życia Gui.

## Pełna statystyka wyroków
Pełna statystyka jego wyroków jest następująca:
1) Wyroki skazujące (633)
- wyroki śmierci – 41
- potępienia zbiegłych heretyków (in absentia) – 40
- wyroki przeciw osobom zmarłym przed zakończeniem procesu – 20, w tym
  - 3 uznano za zatwardziałych heretyków, a ich szczątki spłonęły na stosie (gdyby żyli, otrzymaliby karę śmierci)
  - pozostałych 17, gdyby żyło, zostałoby skazanych na więzienie
- nakazy ekshumacji szczątków zmarłych heretyków – 69, w tym:
  - 66 spalono następnie na stosie
  - w 3 przypadkach ograniczono się tylko do ekshumacji
- wyroki więzienia – 308, w tym:
  - 268 o normalnym rygorze
  - 31 o zaostrzonym rygorze
  - 1 na czas jednego roku
- nakazy noszenia krzyży – 136, w tym:
  - 57 pojedyncze krzyże
  - 79 podwójne krzyże
- nakazy odbycia pielgrzymki – 17
- nakaz udziału w krucjacie – 1
- odroczenie wymierzenia kary – 1

2) Wyroki polegające na złagodzeniu odbywanych kar już skazanym heretykom (274)
- zamiana więzienia na noszenie krzyży – 139
- zamiana noszenia krzyży na pielgrzymkę – 135

3) Inne wyroki (24)
- nakazy zburzenia domów w których gromadzili się heretycy – 22, w tym
  - 8 w związku z wyrokami „wiecznego więzienia” o normalnym rygorze
  - 14 w związku z nakazami ekshumacji i spalenia zwłok
- potępienie i spalenie ksiąg żydowskich – 1
- rekoncyliacja miasta Cordes – 1

Łącznie: 931 wyroków

## Dzieła
Swoje doświadczenia jako inkwizytor opisał w Practica Inquisitionis Haereticae Pravitatis, podręczniku inkwizycji. Książka zawiera informacje o herezjach i heretykach (w rozumieniu średniowiecznym) oraz sposobach ich przesłuchań: Katarach (z własną interpretacją Consolamentum), Waldensach, tzw. fałszywych apostołach, Beginkach, Żydach, czarodziejach i nekromantach.
W 1692 roku jego rękopis zawierający spis wydanych przez niego wyroków starannie przepisał z ocalonego manuskryptu i wydał po łacinie jako  pt. Liber Sententiarum Inquisitionis Tolosanae remonstrancki pastor i teolog Filip van Limborch.
Bernard Gui był także historykiem i dziejopisarzem. W 1304 ukończył historię swojego zakonu, którą następnie przedstawił władzom zakonnym. Napisał też dzieło zatytułowane Flores chronicorum, obejmujące dzieje świata od narodzenia Chrystusa aż do czasów mu współczesnych. Jego Żywoty papieży, wydane drukiem przez Lodovico Antonio Muratoriego, są jednym z najważniejszych źródeł do historii papiestwa w XIII i początkach XIV wieku. Był także autorem pomniejszych dzieł historycznych, hagiograficznych i prawniczych.

## Kultura masowa
Bernard Gui jest negatywnym bohaterem powieści Umberta Eco Imię róży oraz jej ekranizacji. Został natomiast w bardzo pozytywnym świetle przedstawiony przez pisarza s-f Rafała Ziemkiewicza w zbiorze opowiadań Czerwone dywany, odmierzony krok.